# Gestair
Gestair (Grupo Gestair) ist eine spanische Charterfluggesellschaft, deren Aktivitäten jedoch auch Aircraft Management, Handling, Beratung und Wartung umfassen.

## Geschichte
Gestair wurde 1977 in Madrid gegründet. Das Unternehmen spezialisierte sich auf das Anbieten von Privatjets zur Kurzmiete von wichtigen Flughäfen in Spanien und erweiterte seine Aktivitäten im Laufe der Jahre auf fünf über das ganze Land verteilte Basen. Die Flugzeuge der Business-Flotte von Gestair werden in vier Gruppen eingeteilt: Ultra-Langstrecken-, Langstrecken-, Mittelstrecken- und Kurzstreckenflüge.
1994 gründete Gestair zusammen mit Regional Airlines (Frankreich) „Regional Líneas Aéreas“. Die Fluggesellschaft führte planmäßige Passagierflüge von Madrid aus mit einer Flotte von Saab 340 durch.
Im Januar 1998 wurde Regional in Cygnus umbenannt und im November stellte die Fluggesellschaft auf Vollfrachtbetrieb um. Ihre Flotte bestand damals aus zwei Douglas DC-8-62F Flugzeugen. Im Juli 2002 wurde eine Douglas DC-88-73F eingeführt. Zu dieser Zeit gehörte die Fluggesellschaft zu 60 % Macholfam International, einer Niederlassung der Gestair-Gruppe, und zu 40 % Grupo Imesapi der ACS-Gruppe. Im Mai 2007 wurde im Rahmen einer neuen Politik der Gestair Group der Name der Fluggesellschaft in Gestair Cargo geändert. Hauptkunde war damals Iberia Airlines.
Mitte 2013 verkaufte Gestair ihre Cargo-Sparte an den Gründer der Fluggesellschaft Dutch Antilles Express, den US-Geschäftsmann Arnold Leonora. Gestair Cargo wurde in Cygnus Air umbenannt.
Im Jahre 2020 übernahm Gestair Private Jets das AOC der Charterfluglinie PontAir auf Malta und gründete Gestair Aviation Malta.

## Flotte
Die Flotte von Gestair besteht mit Stand von Juli 2022 aus 31 Flugzeugen:
| Flugzeugtyp                            | aktiv | bestellt | Anmerkungen | Sitzplätze | Durchschnittsalter |
| -------------------------------------- | ----- | -------- | ----------- | ---------- | ------------------ |
| Gulfstream G200                        | 03    |          |             | 10         |                    |
| Gulfstream G550                        | 01    |          |             | 15         |                    |
| Gulfstream G650                        | 05    |          |             | 13 oder 8  |                    |
| Dassault Falcon 2000                   | 02    |          |             | 8 oder 10  |                    |
| Dassault Falcon 2000S                  | 01    |          |             | 10         |                    |
| Dassault Falcon 2000LX                 | 02    |          |             | 8          |                    |
| Beechcraft 1900C                       | 01    |          |             | 19         |                    |
| Bombardier Global Express 6000         | 06    |          |             | 14-18      |                    |
| Bombardier Global 6500                 | 01    |          |             | 15         |                    |
| Bombardier Challenger 605              | 01    |          |             | 10         |                    |
| Cessna 560XL                           | 01    |          |             | 8          |                    |
| Cessna Citation XLS+                   | 03    |          |             | 8          |                    |
| Cessna Citation Latitude               | 01    |          |             | 6          |                    |
| Cessna Citation Sovereign / Sovereign+ | 02    |          |             | 8          |                    |
| Cessna Citation CJ4                    | 01    |          |             | 8          |                    |
| Pilatus PC-24                          | 01    |          |             | 8          |                    |
| Gesamt                                 | 31    | –        |             |            |                    |